# Littérature hongroise
 (septembre 2024).
 (avril 2015).
Si vous disposez d'ouvrages ou d'articles de référence ou si vous connaissez des sites web de qualité traitant du thème abordé ici, merci de compléter l'article en donnant les références utiles à sa vérifiabilité et en les liant à la section « Notes et références ».
La littérature hongroise est l'ensemble des œuvres littéraires écrites en hongrois ou par des auteurs hongrois (y compris des diasporas et des exils) dans d'autres langues.
Cette littérature remonte aux premiers chroniqueurs hongrois qui relatent les légendes du peuple magyar (La Légende du cerf merveilleux ou La Légende du touroul). Jusqu'au XVIe siècle, les chroniques, les légendes et les hymnes ont dominé la culture littéraire.

## Haut Moyen Âge
En 1000 (ou 1001), Étienne Ier de Hongrie (975-1038) fonde le royaume de Hongrie, achevant la honfoglalás (en hongrois, occupation de la patrie) (ou conquête hongroise) : origines de la Hongrie.
Le premier texte entièrement écrit en (ancien) hongrois est un discours funèbre suivi d’une prière (en hongrois, Halotti beszéd és könyörgés) daté approximativement des années 1192-1195, conservé dans le Codex Pray, un livre à caractère religieux en latin, dont le discours funèbre est traduit. C’est en même temps le premier texte écrit dans une langue finno-ougrienne.
De cette période :
- Gesta Hungarorum, Magister P (vers 1200), en latin
- Gesta Hunnorum et Hungarorum (1282-1285, Simon de Kéza), en latin
- Chronica Hungarorum, Chronicon Pictum, Chronica picta ou Chronica de Gestis Hungarorum (1358-1370)
- Littérature hongroise médiévale (de)
- Légende de Sainte-Margaret (en)
- Frère Julien, moine dominicain hongrois du 13e siècle ayant effectué un voyage à l'Est pour retrouver les traces des tribus magyares n'ayant pas migré à l'Ouest
- Ómagyar Mária-siralom (Lamentations de la Vierge Marie, vers 1300, en ancien hongrois)
- Bible hussite (1420-1430)
- Johannes de Thurocz (1435-1498c), auteur d'une autre version de Chronica Hungarorum
- Liste de chroniques hongroises (en)
- Szabács viadala (La bataille de Šabac) (1476), poème épique

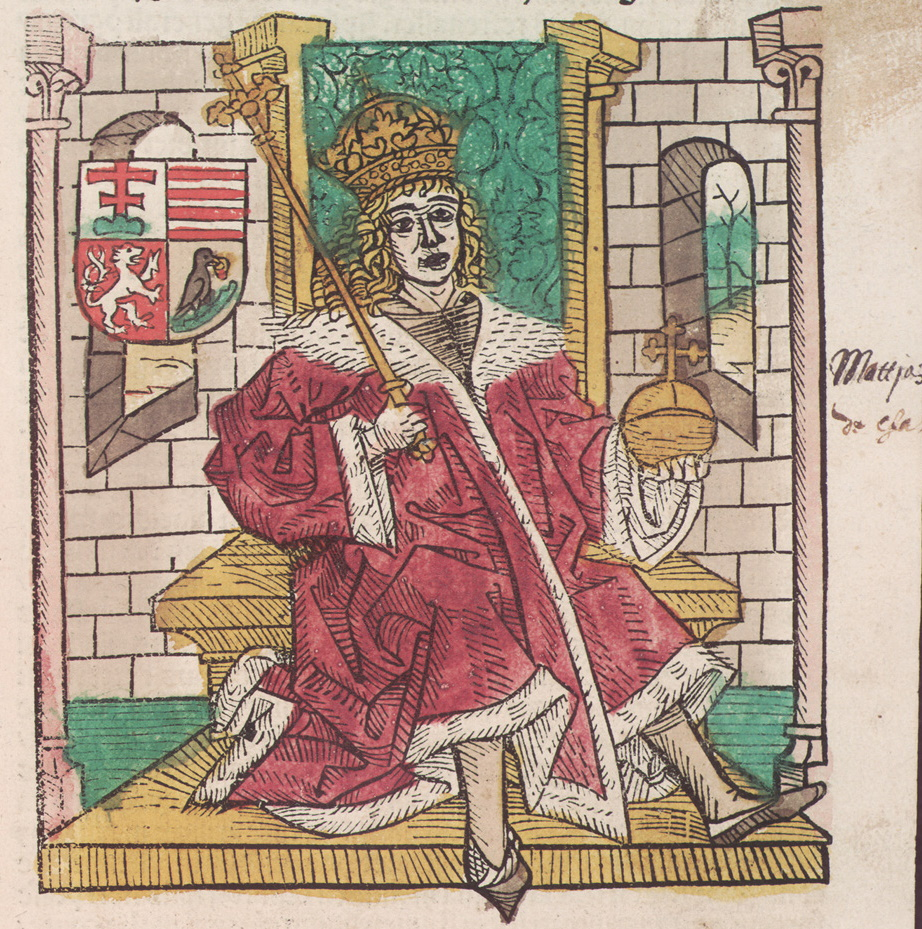
Effigie de Matthias Corvin dans la Chronica Hungarorum de Johannes de Thurocz (XVe siècle

## Poésie lyrique et Renaissance
Le moyen hongrois (1526-1772), assez proche du hongrois moderne.
La poésie lyrique, qui devient ensuite une spécialité hongroise, est annoncée par Janus Pannonius (1434-1472), puis Bálint Balassi (1554-1594).
- Gáspár Heltai (1490-1574)

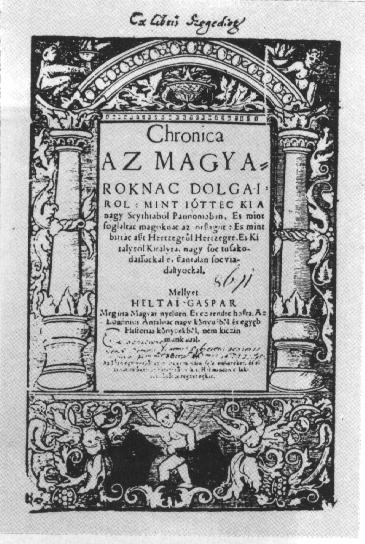
Couverture de la Chronique de Gáspár Heltai.

- János Sylvester (1504-1551), linguiste
- Sebestyén Tinódi Lantos (1510c-1556), joueur de luth, compositeur, auteur
- Péter Bornemisza (1535-1584)
- Albert Gergei, actif en 1570-1580
- Bálint Balassi (1554-1594), poète, aventurier
- Mehmet Divinyi, poète hongrois en caractères turcs

Parmi les traductions humanistes des textes religieux chrétiens :
- Les épîtres de Saint-Paul en hongrois (1533), dans la traduction de Benedek Komjáthy, premier livre imprimé dans cette langue
- Le Nouveau Testament en hongrois (1536), traduit par Gábor Pesti, avec les seuls quatre Évangiles
- Le Nouveau Testament complet (1541), traduit par János Sylvester à partir de l’édition scientifique en grec publiée par Érasme : le traducteur a résumé chaque évangile en vers (distiques).
- La Bible de Vizsoly, première traduction intégrale, (d'inspiration calviniste), en hongrois, de la Bible, imprimée en 1590 : histoire du christianisme en Hongrie (en).

## Le baroque
Le Royaume de Hongrie médiéval (1001-1526) éclate après la défaite à la bataille de Mohács (1526).
Durant le long XVIIe siècle (1541-1699), une partie des territoires est Török hódoltság, sous occupation ottomane : Hongrie ottomane.
L'Ouest du pays, dit Hongrie royale reconnaît les Habsbourg comme souverains.
Le Royaume de Hongrie orientale (1111-1711) correspond globalement à la principauté de Transylvanie.
Au XVIIe siècle, le baroque est représenté par Miklós Zrínyi avec son épopée Péril de Sziget.
- János Rimay (1570-1631)
- Péter Pázmány (1570-1637)
- Márton Szepsi Csombor (1595-1622)
- Jakab Harsányi Nagy (1615-1676c)
- Miklós Zrínyi (1620-1664), Péril de Sziget (1647),
- János Apáczai Csere (1625-1659),
- István Gyöngyösi (1629-1704)
- Miklós Bethlen (1642-1716), Autobiographie (en prison)

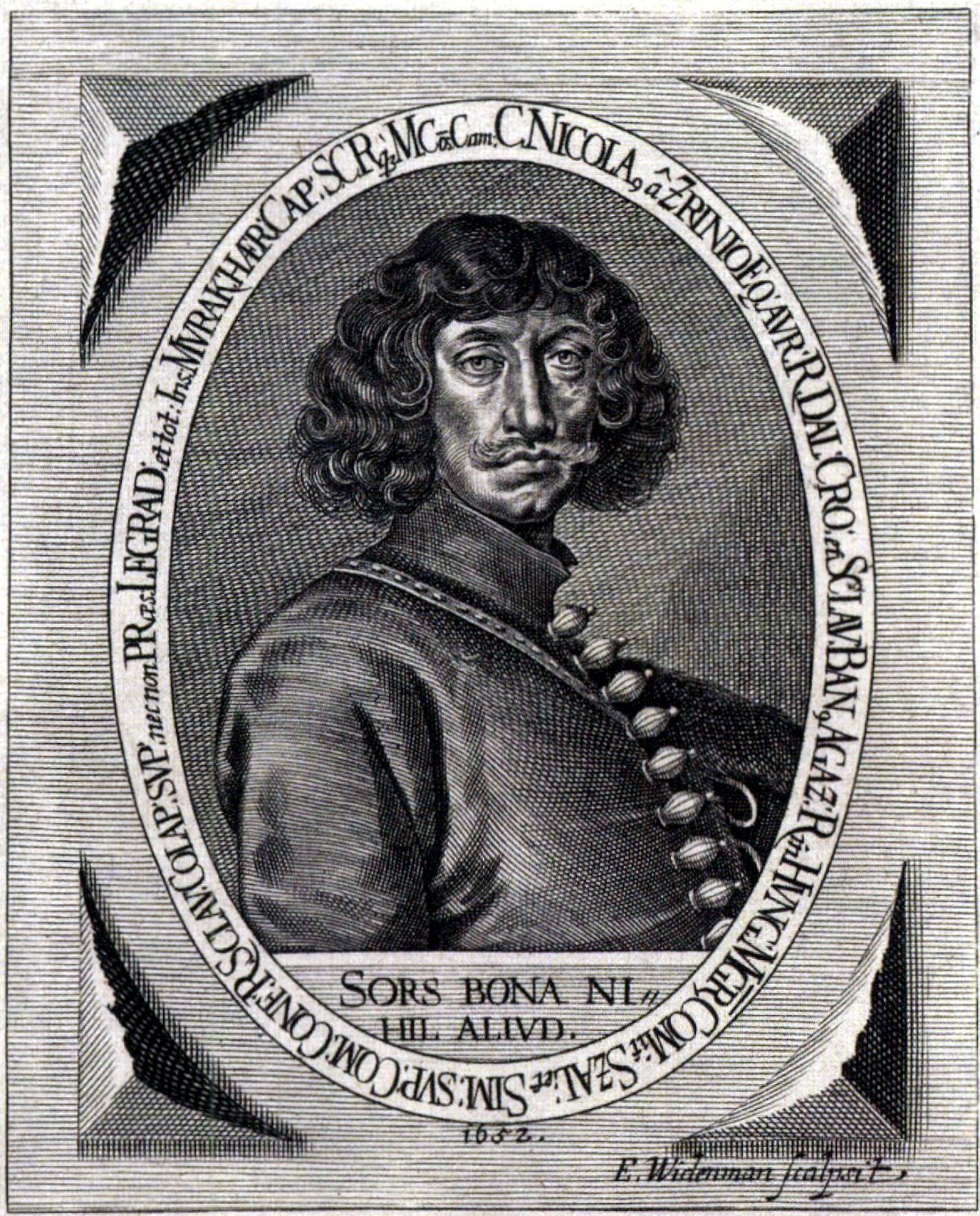
Miklós Zrínyi
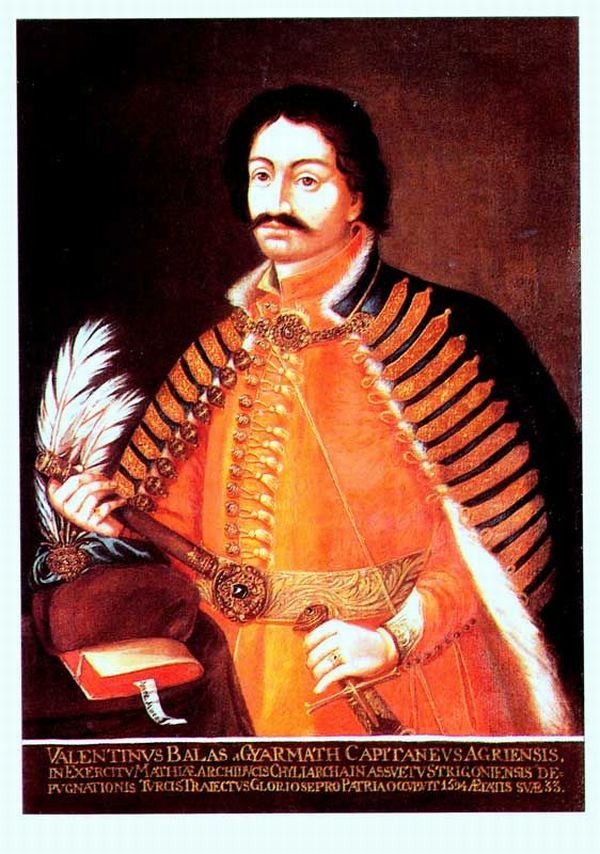
Bálint Balassi

## Les Lumières
Dans le royaume réunifié de Hongrie (1718-1867), le courant philosophique et littéraire de la fin du XVIIIe siècle est marqué par quelques grands noms : Ferenc Kazinczy ou Mihály Csokonai Vitéz.
- François II Rákóczi (1676-1735)
- Kelemen Mikes (1690-1761)
- Kata Bethlen (1700-1759)
- István Katona (1732-1811)
- Dávid Baróti Szabó (1739-1819)
- András Dugonics (1740-1818)

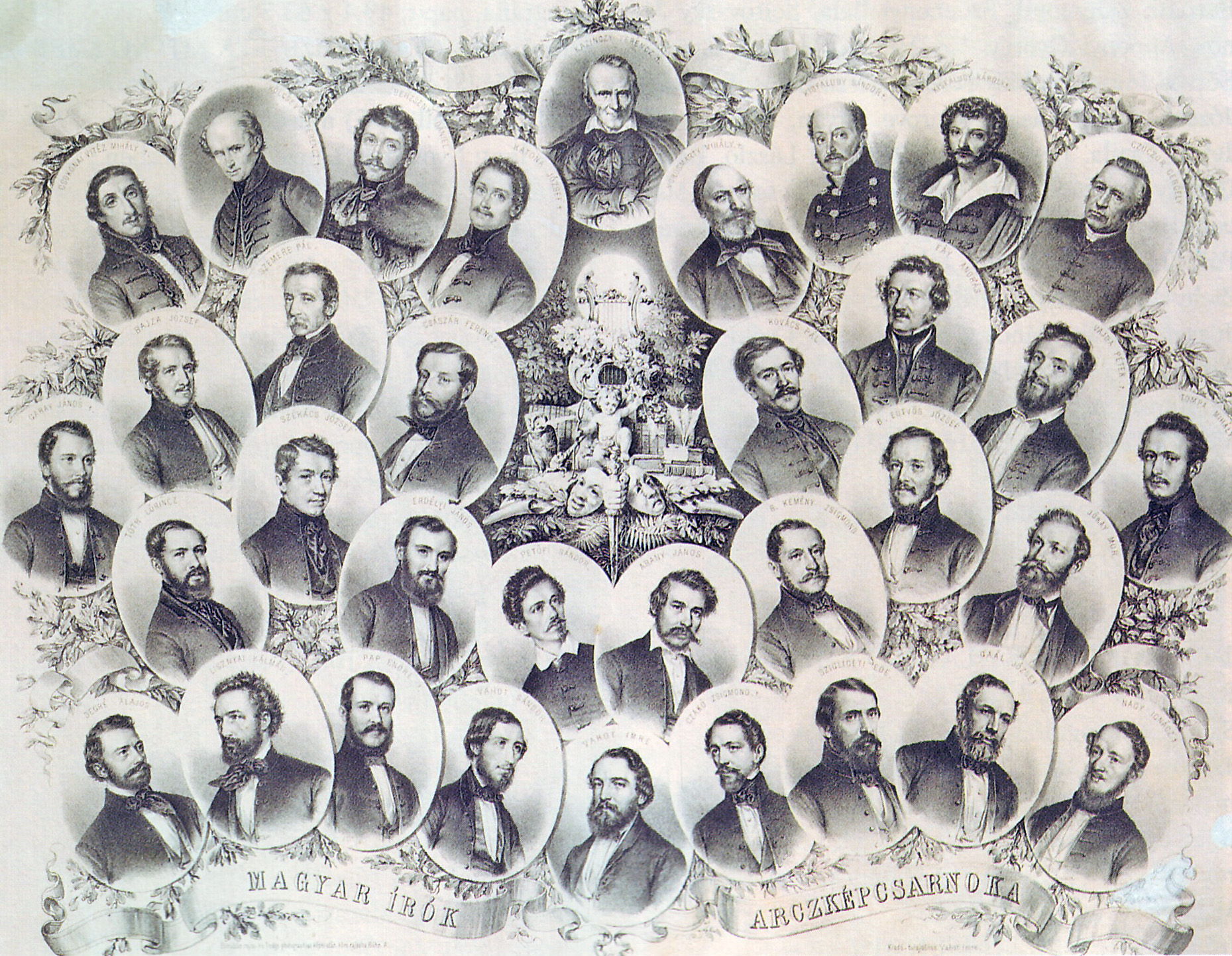
Les grands auteurs hongrois du 18e.

- György Bessenyei (en) (1746/7-1811), dramaturge, Ágis tragédiája (1772)
- Benedek Virág (1752-1830)
- János Szapáry (1757-1815)
- Ferenc Verseghy (1757-1822)
- Ferenc Kazinczy (1759-1831), réformateur, poète, dramaturge, traducteur
- Ézsaiás Budai (1760-1841)
- János Batsányi (1763-1845)
- Mihály Fazekas (1766-1828)
- József Kármán (1769-1795)
- Mihály Csokonai Vitéz (1773-1805), poète, Dorothée ou le Triomphe des dames sur le Carnaval (1804), Chants de Lilla (1805)
- Dániel Berzsenyi (1776-1836)

## 19esiècleetRomantisme
Quelques repères historiques sont nécessaires pour contextualiser les évolutions littéraires et artistiques du siècle :
- Royaume de Hongrie orientale (1111-1867), Grande-principauté de Transylvanie (1765-1867)
- Royaume de Hongrie (1718-1867)
- Révolution hongroise de 1848, État hongrois (1849)
- Compromis austro-hongrois (1867)
- Royaume de Hongrie (1867-1918) (Autriche-Hongrie, Pays de la Couronne de saint Étienne)

L'Académie hongroise des sciences (Magyar Tudományos Akadémia, MTA), fondée en 1825, contient diverses sections dont Linguistique et étude de la littérature et Philosophie et études historiques, exclues en 1949, et à l'origine en 1992 de l'Académie Széchenyi des arts et lettres (Széchenyi Irodalmi és Művészeti Akadémia, SZIMA) et de l'Académie hongroise des arts  (Magyar Művészeti Akadémia, MMA).
Tout un travail de renouveau de la langue hongroise s'y effectue, en partie pour remédier à l’influence étrangère la plus importante, celle de l’allemand.
Quatre poètes dominent cette période de changements, littéraires, artistiques, sociaux, de printemps des peuples :
- Ferenc Kölcsey (1790-1838),
- Mihály Vörösmarty (1800-1855),
- János Arany (1817-1882),
- Sándor Petőfi (1823-1849).

Pour la littérature dramatique :
- Imre Madách (1823-1864), La Tragédie de l'homme (1861)

La musique traditionnelle hongroise, folklorique, témoigne de la vitalité de la langue dans les 60 000 chants folkloriques (dans les divers dialectes hongrois) collectés par les compositeurs classiques Béla Bartók (1881-1945) et Zoltán Kodály (1882-1967).
Le réalisateur Miklós Jancsó, dans son film Psaume rouge (1972), illustre une perception moderne des tensions sociales dans le monde rural hongrois vers 1880-1900, avec musique, danse, chant.

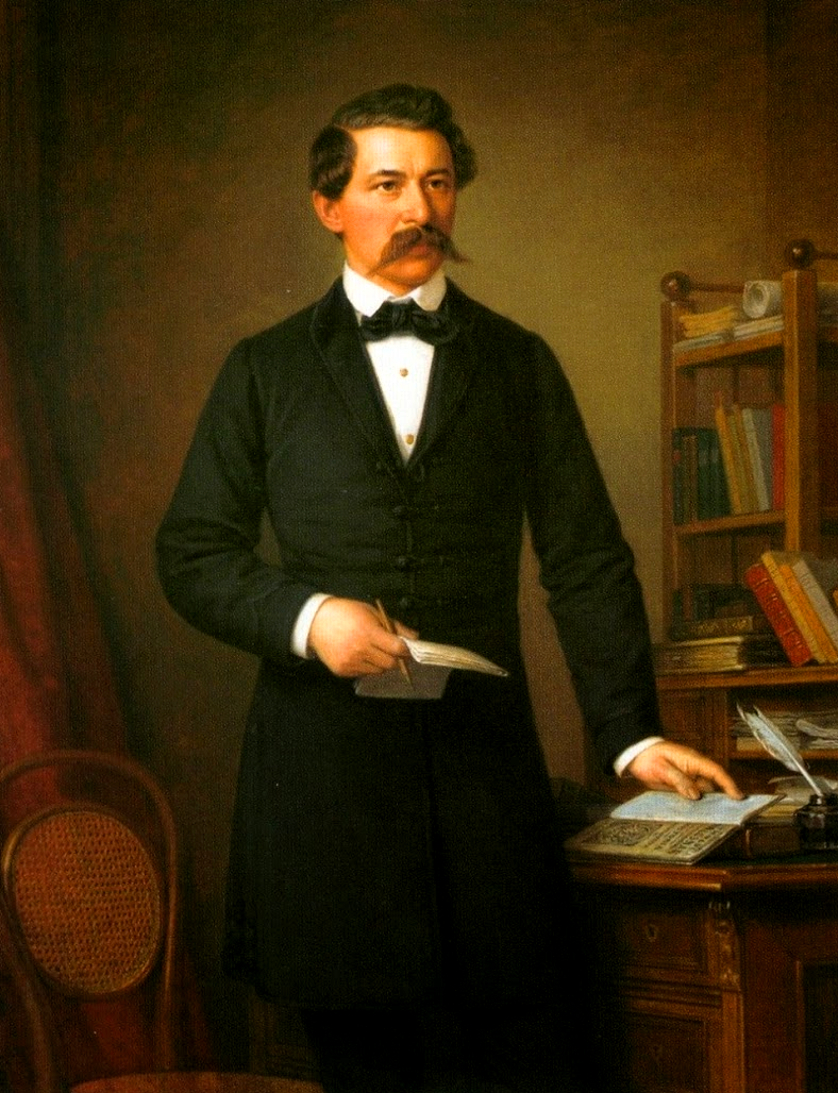
János Arany
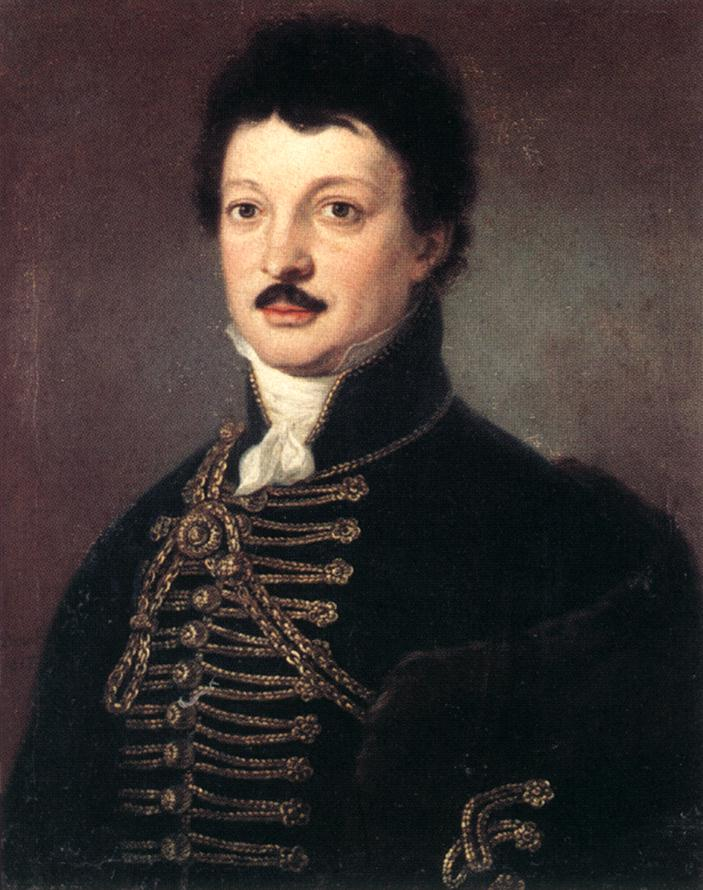
Dániel Berzsenyi
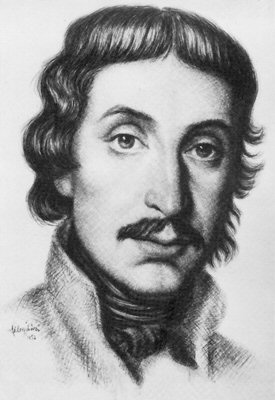
Mihály Csokonai Vitéz
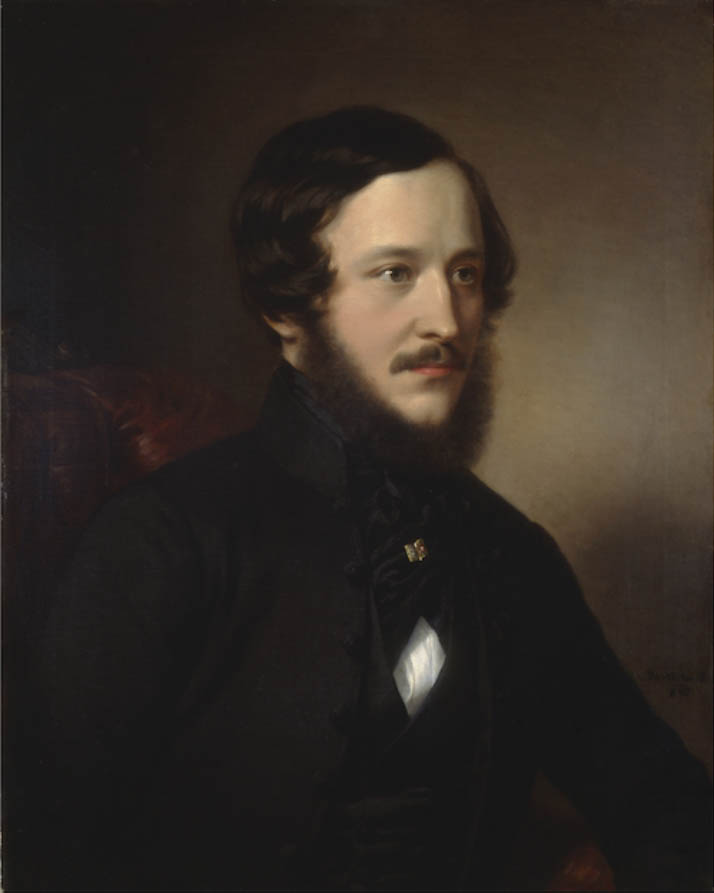
József Eötvös
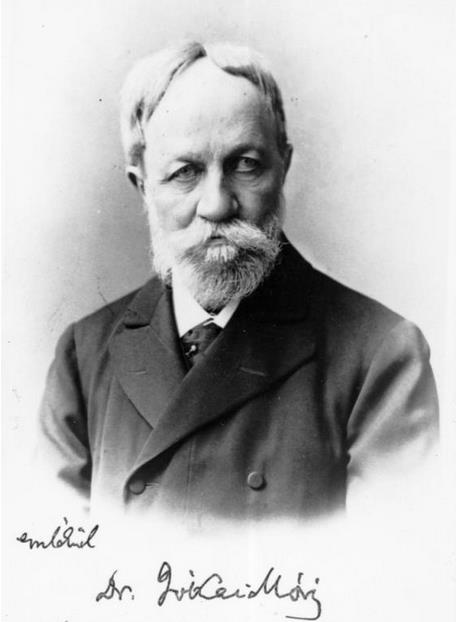
Mór Jókai
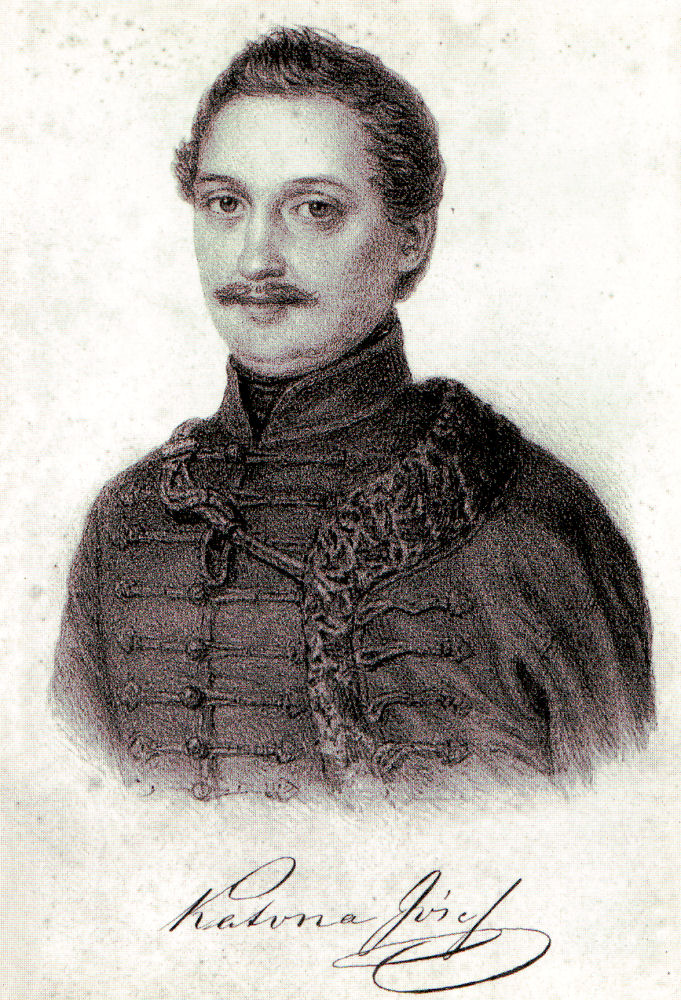
József Katona
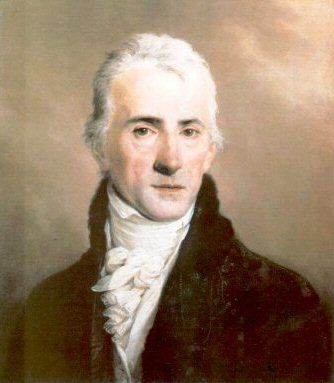
Ferenc Kazinczy
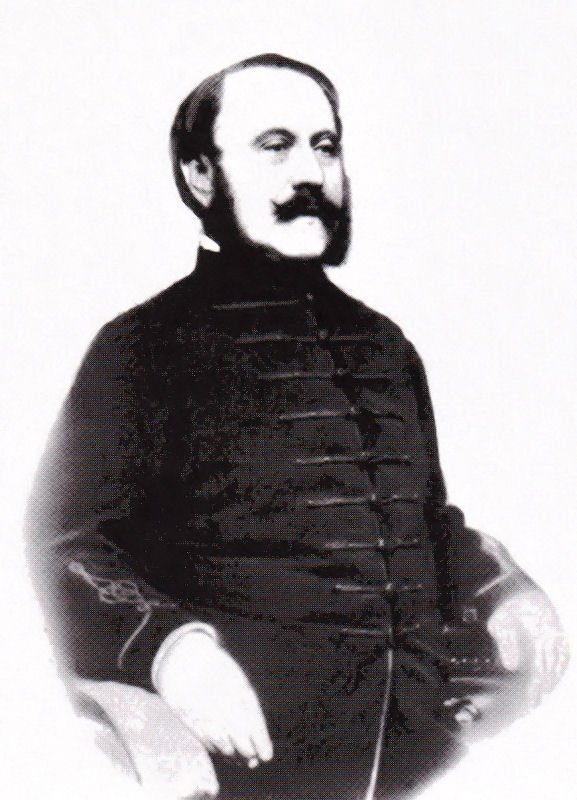
Zsigmond Kemény
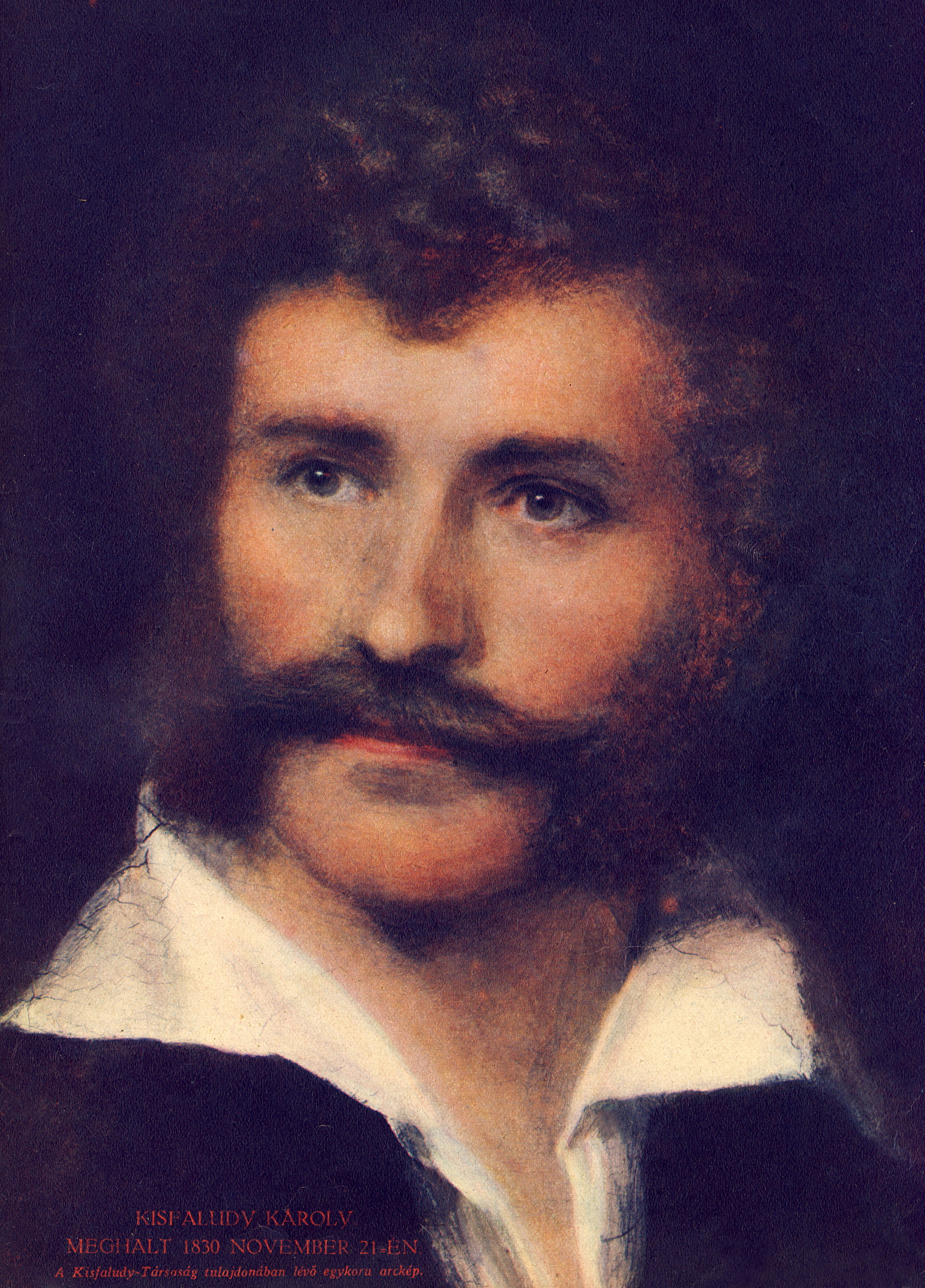
Károly Kisfaludy
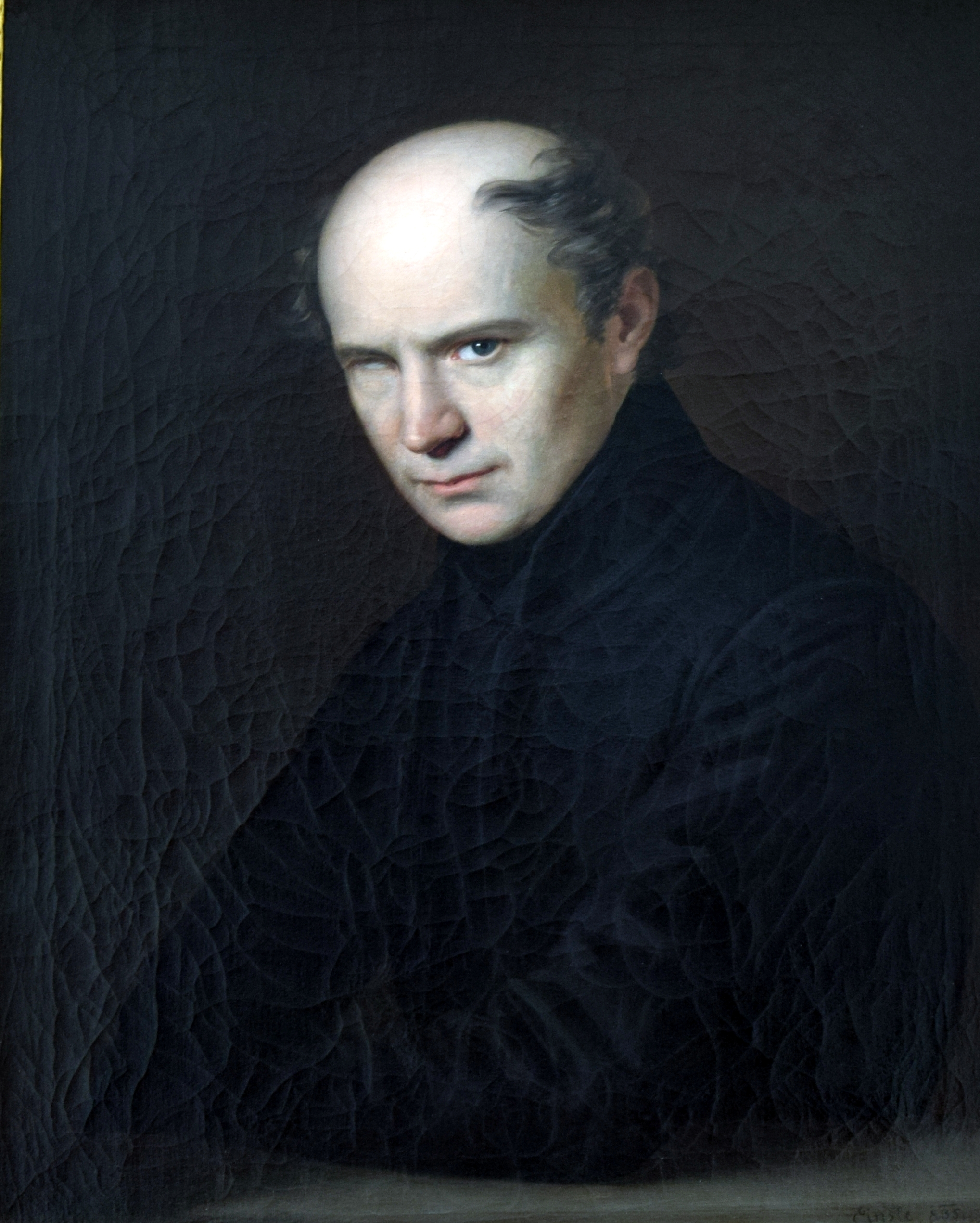
Ferenc Kölcsey
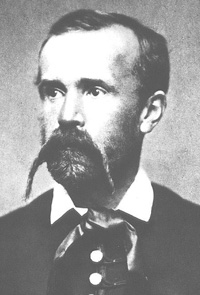
Imre Madách
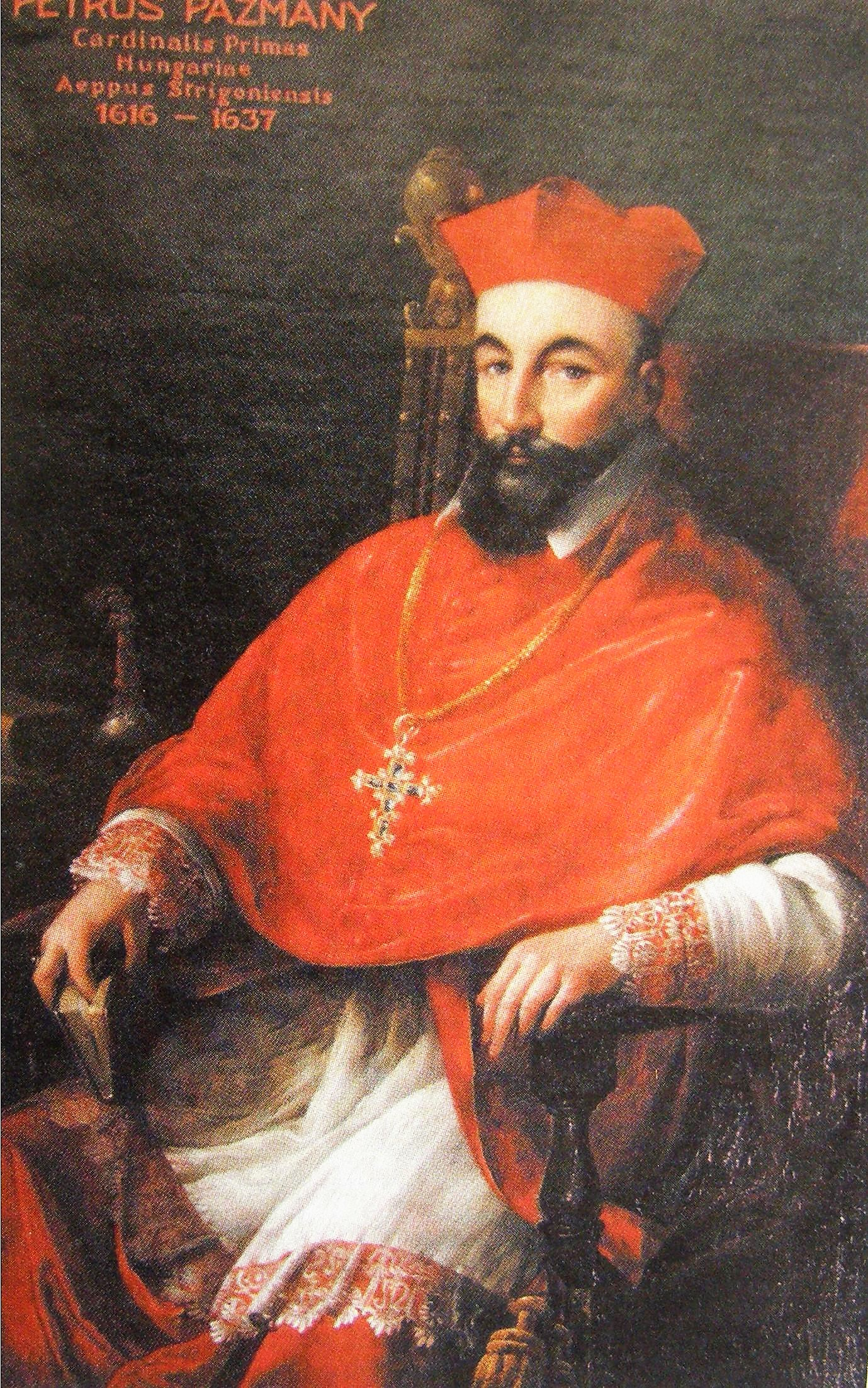
Péter Pázmány
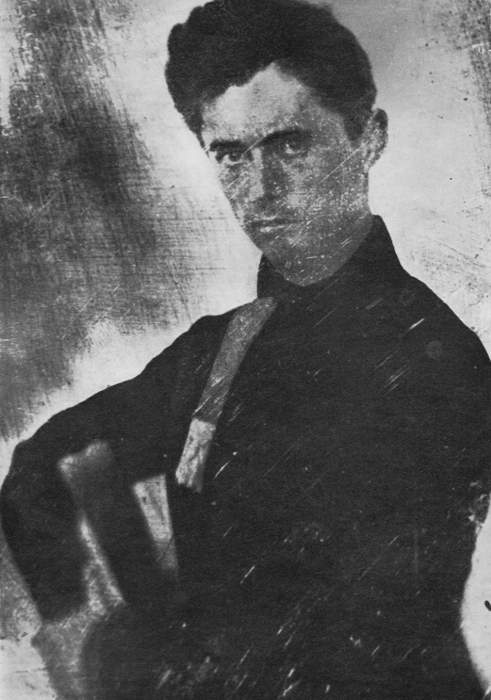
Sándor Petőfi
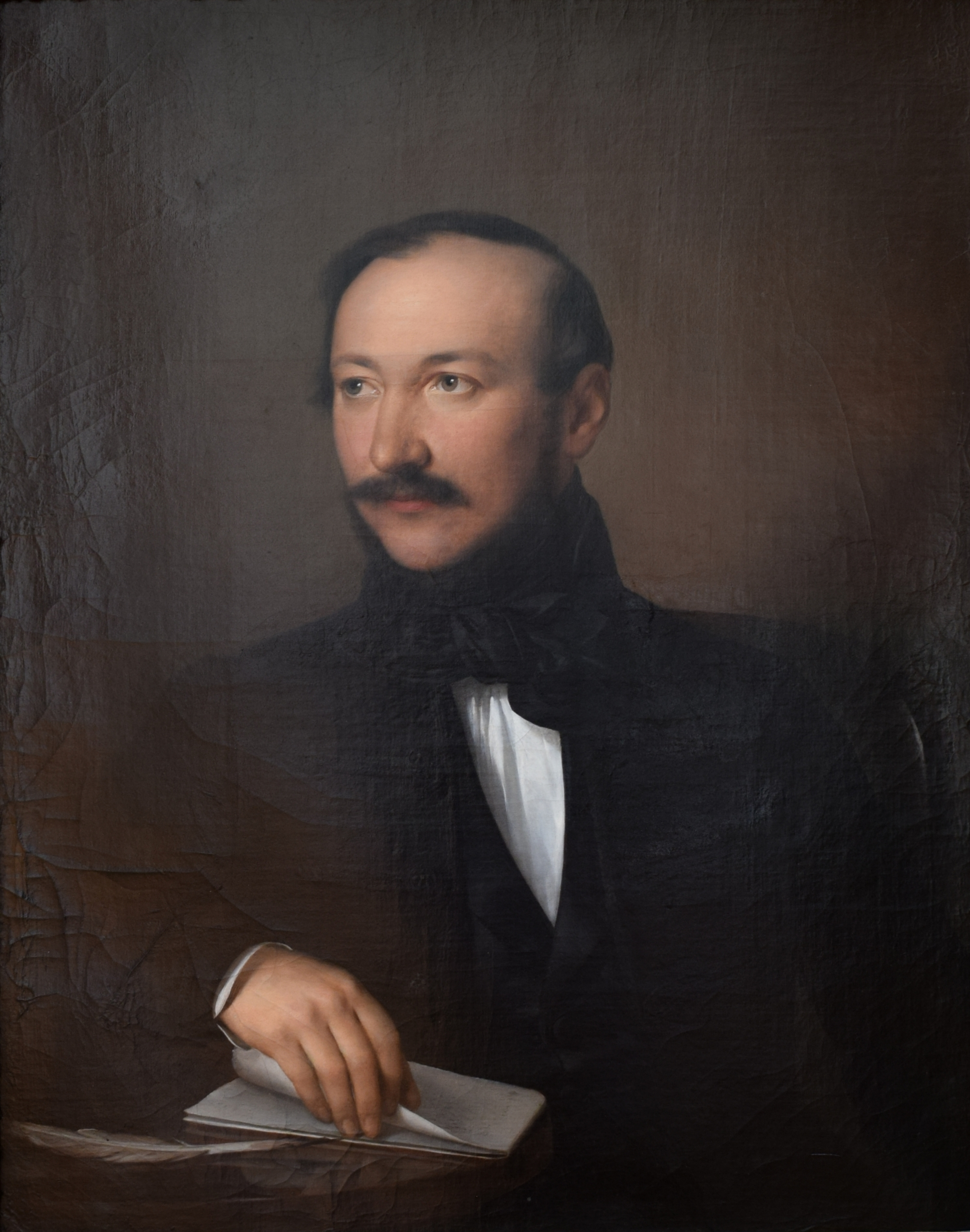
Mihály Vörösmarty

## Le20esiècle
Le court XXe siècle (1914-1989), en littérature hongroise, est à resituer dans un contexte historique (mondial, régional, et d'abord local) :
- Royaume de Hongrie (1867-1918)
- République démocratique hongroise (1918-1919)
- République des conseils de Hongrie (1919), Terreur rouge (Hongrie), Terreur blanche (Hongrie)
- République de Hongrie (1919-1920)
- Royaume de Hongrie (1920-1946), Miklós Horthy (régent 1920-1944), Axe Rome-Berlin-Tokyo, Shoah en Hongrie
- Deuxième République (Hongrie) (1946-1949)
- République populaire de Hongrie (1949-1989), Révolution hongroise de 1956, socialisme du goulash
- Troisième République (Hongrie) (depuis 1989)

Au début du XXe siècle, la fondation, en 1908, de la revue Nyugat (Occident, disparue en 1941) permet de rassembler de nombreux écrivains autour de l'impressionnisme, du symbolisme, du réalisme ou du naturalisme, notamment Endre Ady (1877-1919), Attila József (1905-1937), Dezső Kosztolányi (1885-1936), Gyula Krudy (1878-1933), Mihály Babits (1883-1941), Árpád Tóth (1886-1928), Gyula Juhász (1883-1937), Frigyes Karinthy (1887-1938), Lőrinc Szabó (1900-1957) et Milán Füst (1888-1967).

Parmi les autres collaborateurs : Hugó Veigelsberg Ignotus (en) qui, après la mort de Pál Gyulai en 1909, devient le critique littéraire dominant, jusque dans les années 30. Miksa Fenyő, Lajos Hatvany, Zsigmond Móricz, Margit Kaffka (1880-1918), Géza Csáth, Béla Balázs, Lajos Nagy, Viktor Cholnoky (hu), Oszkár Gellért (hu), Ernő Szép (hu), Zoltán Zelk, Áron Tamási, Gyula Illyés, Sándor Weöres, István Vas, Miklós Radnóti, Géza Ottlik, Gelléri Andor Endre (hu), Jékely Zoltán (hu), Kádár Erzsébet (hu)...
Sous l'ère communiste (1949-1989), se développent, dans une optique de réalisme socialiste, entre autres, le roman, ainsi qu'une nouvelle poésie lyrique.
On remarque Tibor Déry (1894-1977), János Pilinszky (1921-1981), Sándor Weöres (1913-1989), Ádám Bodor (1936-), Ferenc Karinthy (1921-1992), Sándor Márai (1900-1989), Örkény István (1912-1979), László Krasznahorkai (1954-), Agota Kristof (1935-2011), György Petri (1943-|), Péter Esterházy (1950-2016), Magda Szabó (1917-2007), Péter Lengyel (1939-), Péter Nádas (1942-), András Simonffy (hu) (1941-1995), Lajos Grendel (hu) (1948-) et Ivan Wernisch (en) (1942-).
Les réalités vécues en Hongrie durant ce demi-siècle peuvent être lues également dans deux livres non romanesques : Volontaires pour l’échafaud de Béla Szász (hu) (Vincent Savarius, 1910-1999), publié chez Julliard en 1963, et Les beaux jours de l’enfer de György Faludy (1910-2006), (publié en hongrois en samizdat).
Parmi d'autres :
- Géza Gárdonyi (1863-1922), romancier,
- Endre Ady (1877-1919), journaliste, poète,
- Ferenc Molnár (1878-1952), romancier, dramaturge,
- Margit Kaffka (1880-1918), poétesse, féministe,
- Mihály Babits (1883-1941), poète, romancier, essayiste, traducteur,
- Ernő Szép (de) (1884-1953),
- Georg Lukács (1885-1971), philosophe marxiste, sociologue, critique littéraire
- Tibor Déry (1894-1977), romancier, scénariste, dramaturge,
- Sándor Márai (1900-1989), journaliste, nouvelliste, romancier, dramaturge,
- Lőrinc Szabó (1900-1957), poète, traducteur,
- László Passuth (1900-1979), romancier,
- Antal Szerb (1901-1945), romancier, critique littéraire,
- Gyula Illyés (1902-1983), poète, nouvelliste,
- Attila József (1905-1937), poète,
- Jenő Rejtő (1905-1943), romancier,
- Miklós Radnóti (1909-1944), poète,
- Magda Szabó (1917-2007), poétesse, dramaturge, essayiste,
- János Rózsás (1926-2012),
- Imre Kertész (1929-2016), survivant de la Shoah, Prix Nobel de littérature 2002,
- György Konrád (1933-2019), romancier
- Péter Nádas (1942-),
- István Nemere (1944-),
- Péter Szentmihályi Szabó (de) (1945-2014)...

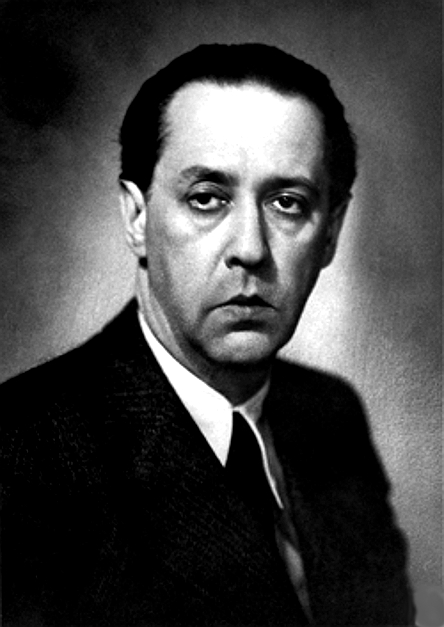
Sándor Márai
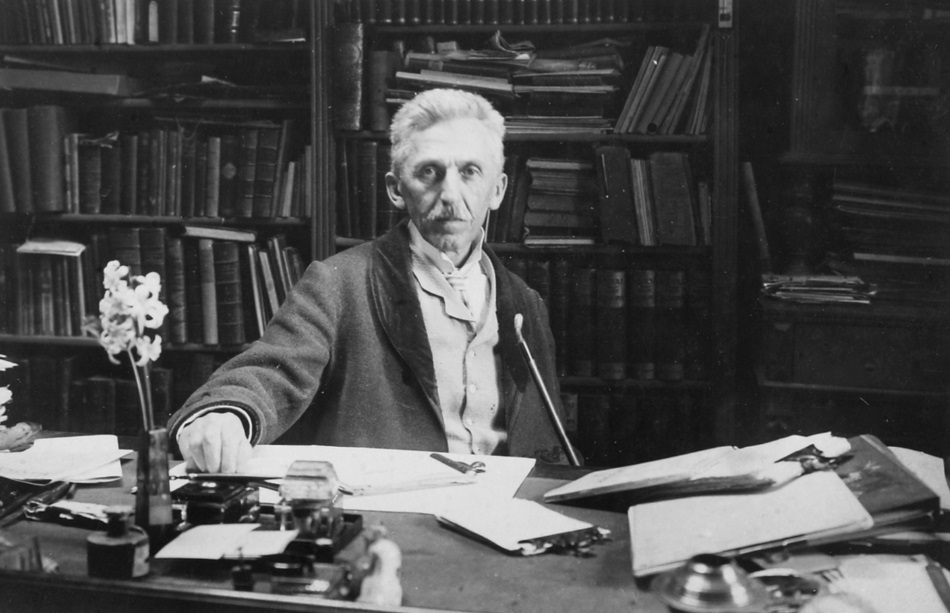
Géza Gárdonyi
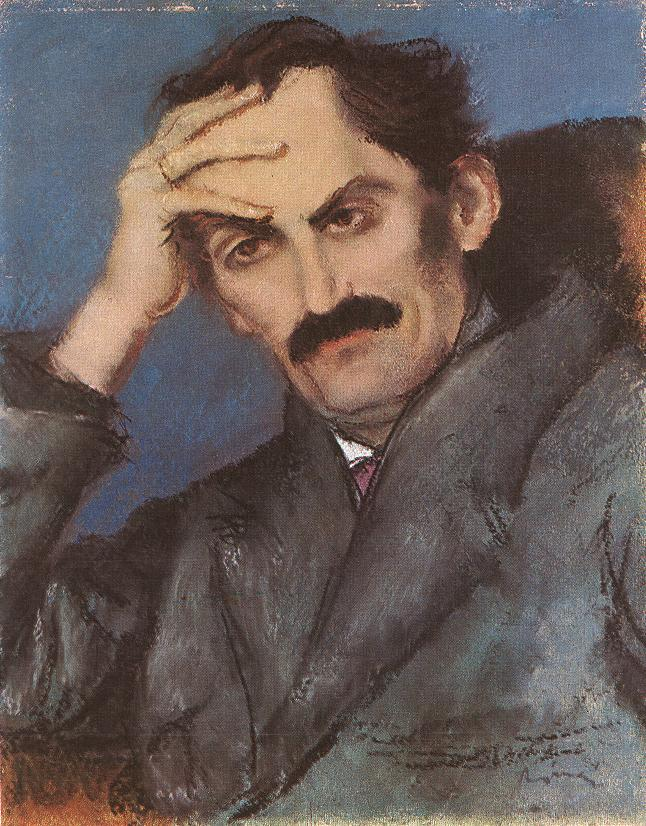
Mihály Babits
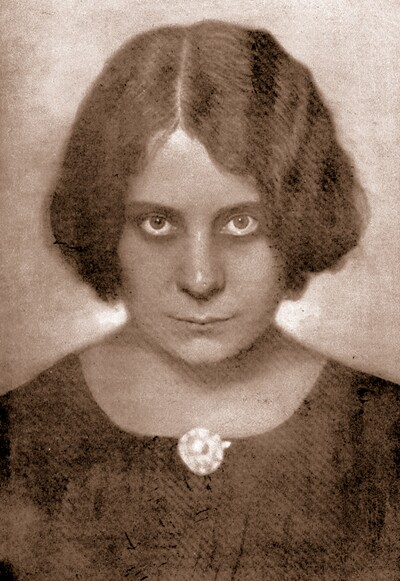
Margit Kaffka
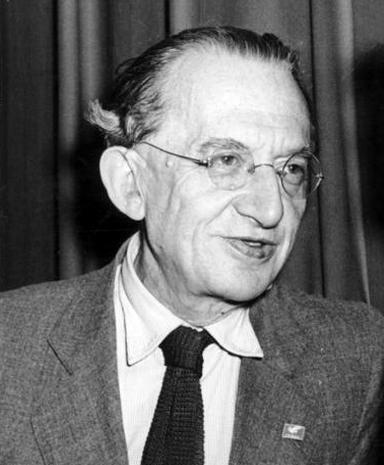
Georg Lukács
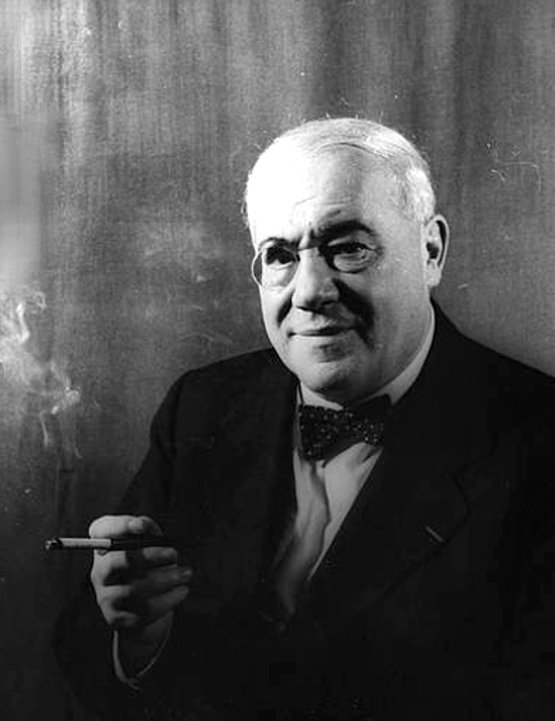
Ferenc Molnár
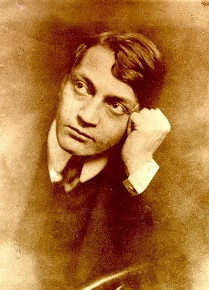
Endre Ady
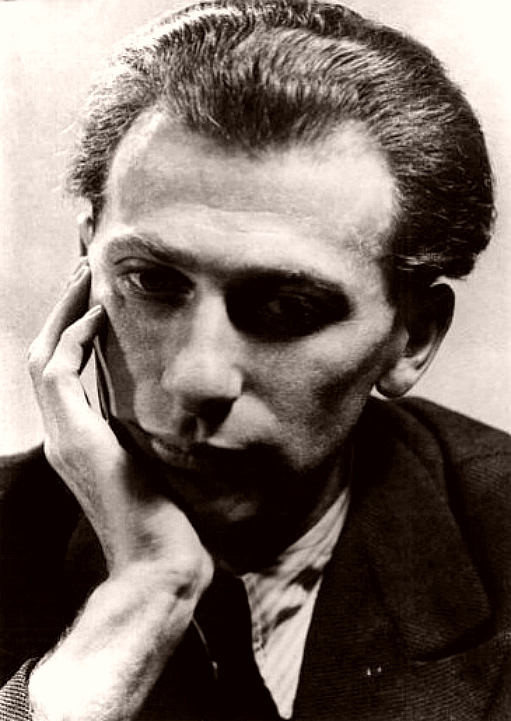
Miklós Radnóti
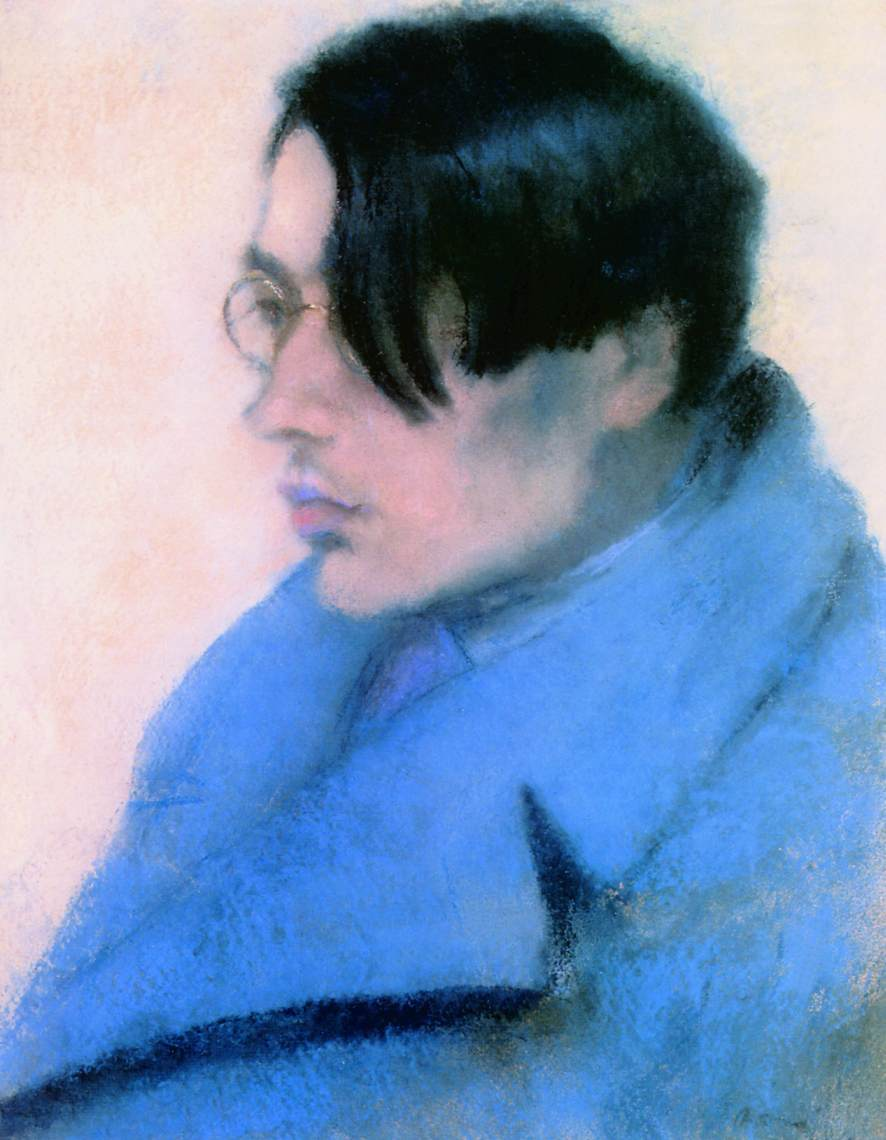
Lőrinc Szabó
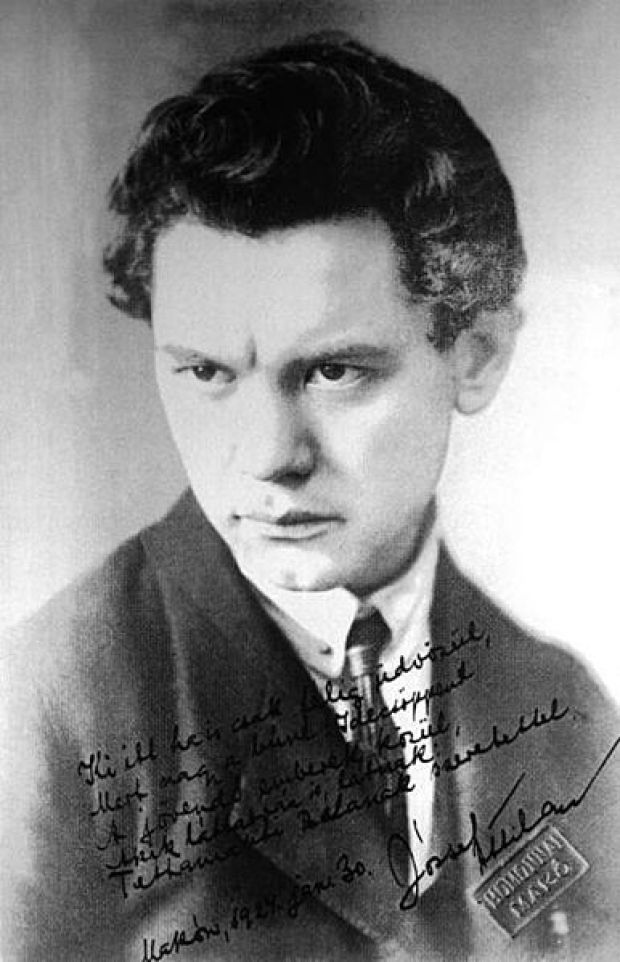
Attila József
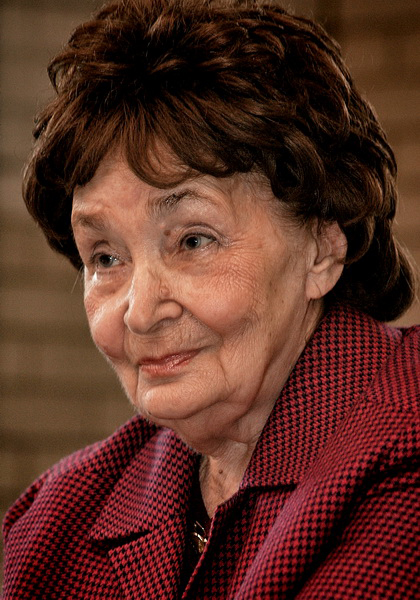
Magda Szabó
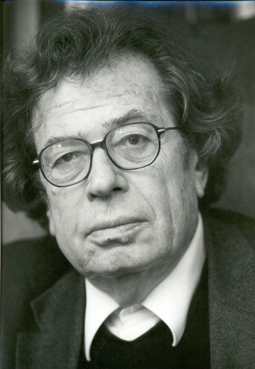
György Konrád
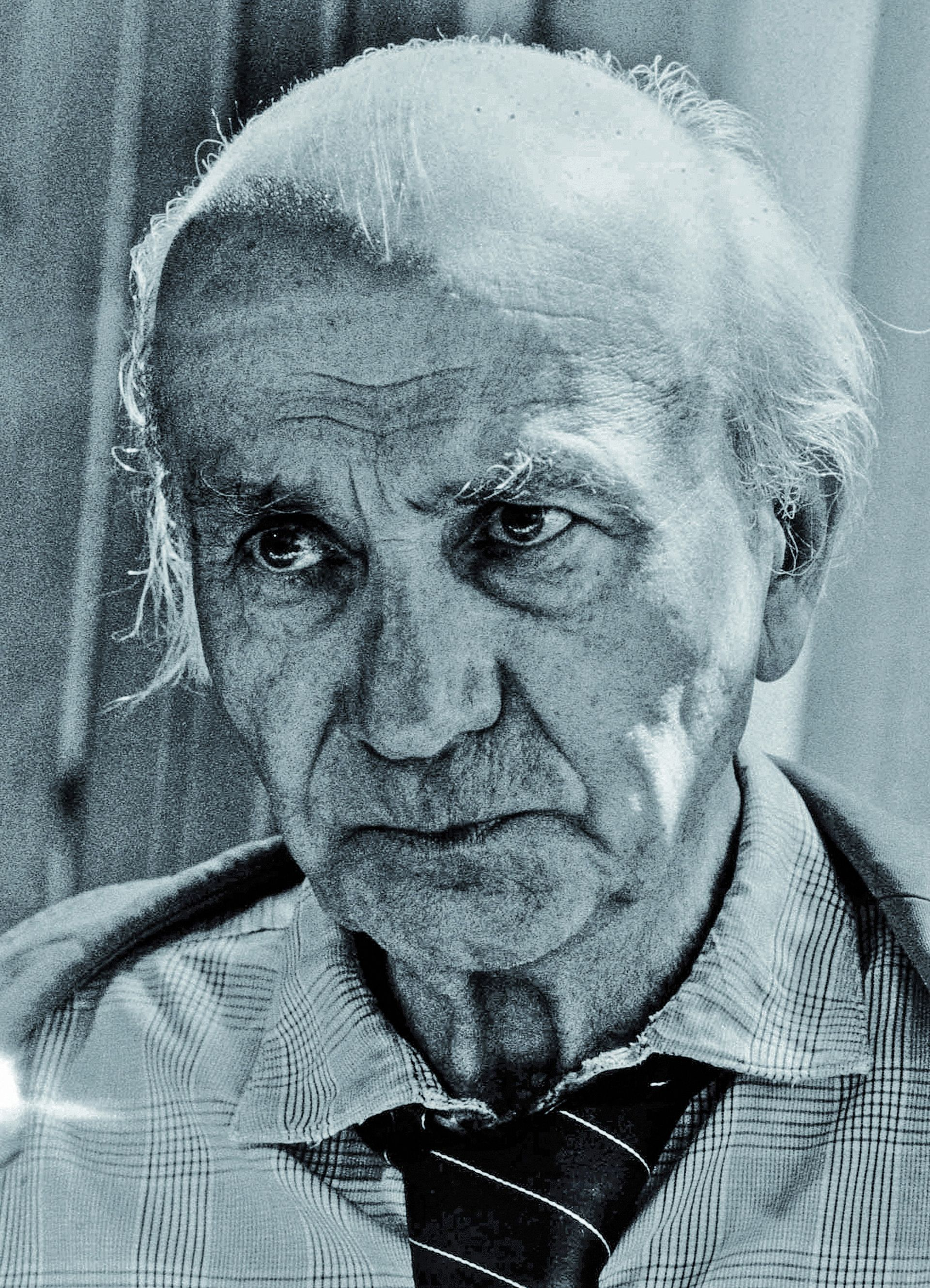
Gyula Illyés

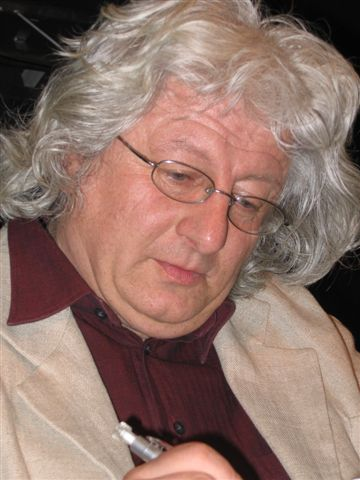
Péter Esterházy
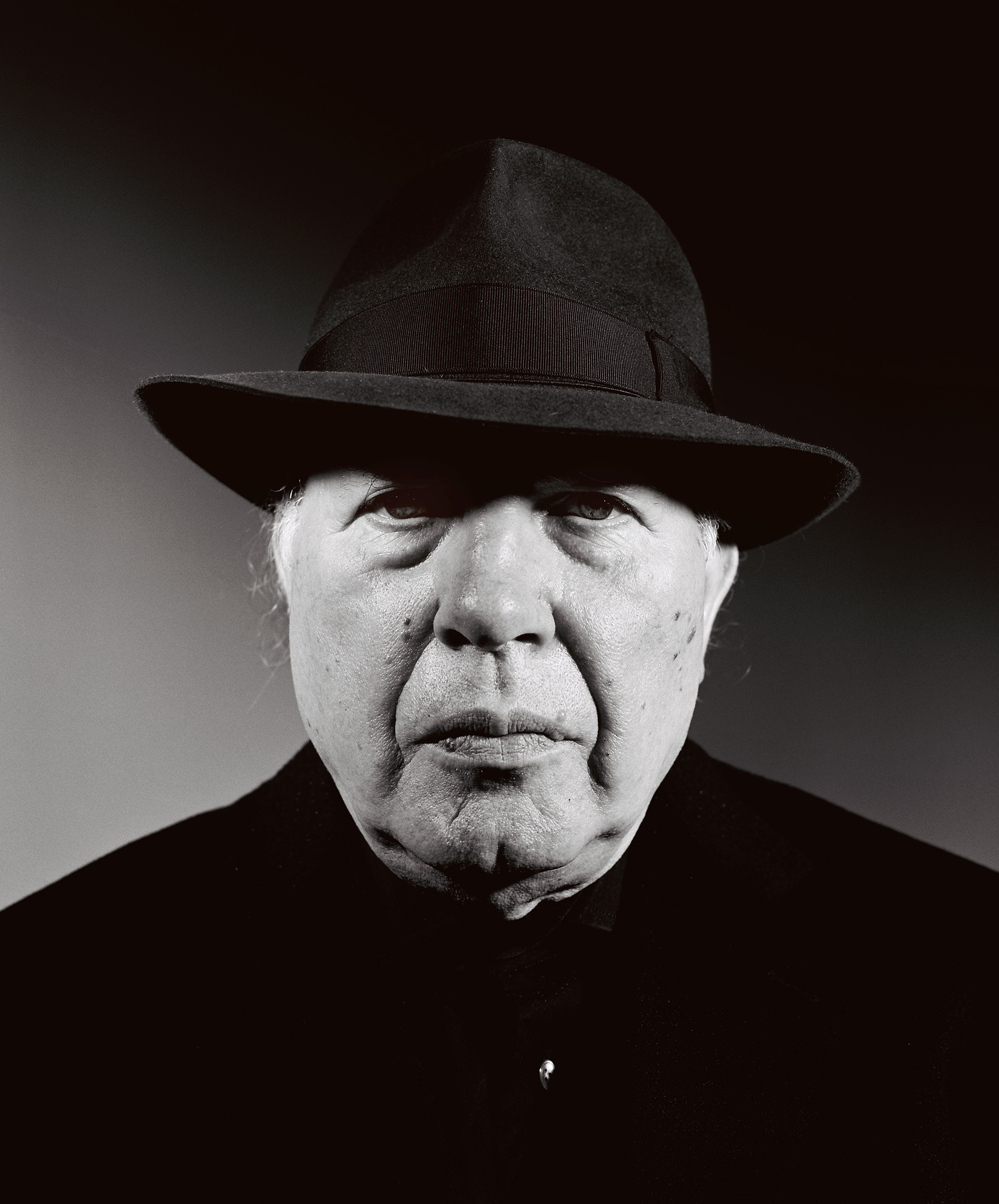
Imre Kertész
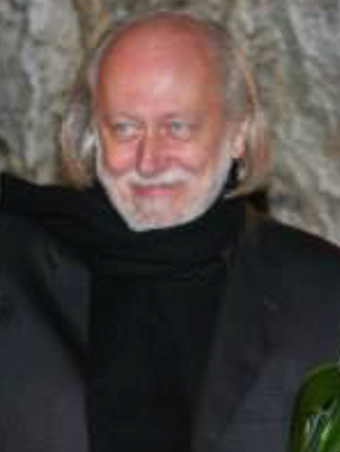
László Krasznahorkai

## Le21esiècle
- Miklós Vámos (1950-), dramaturge,
- Zsuzsa Rakovszky (en) (1950-), vs (2011 ; Actes Sud, 2013),
- Péter Esterházy (1950-2016), Indirect, Harmonia Caelestis (2001), Revu et corrigé...,
- Lajos Parti Nagy (de) (1953-), poète,
- László F. Földényi (de) (1952-),
- Eszter Várady (de) (1953-),
- Christina Viragh (de) (1953-),
- László Krasznahorkai (1954-), Tango de Satan (1985), La Mélancolie de la résistance (1989), Guerre & Guerre (1999), Seiobo est descendue sur terre (2008)...
- Vavyan Fable (1956-),
- Ilona Varga (de) (1960-),
- László Darvasi (1962-),
- Szilárd Borbély (1963-2014), La miséricorde des cœurs (2013),
- Ákos Németh (1964-), dramaturge),
- Melinda Nadj Abonji (1968-),
- János Térey (1970-), traducteur, dramaturge,
- Péter Zilahy (de) (1970-),
- György Dragomán (1973-), roumano-hongrois,
- Noémi Szécsi (de) (1976-),
- Krisztián Grecsó (1976-)...

## Théâtre
Parmi les professionnels de théâtre :
- József Katona 1791-1830), Banus Bánk (Le ban Bánk), crrée en 1833, et source d'un livret d'opéra
- Mihály Vörösmarty (1800-1855), Csongor et Tünde (1830)
- Imre Madách (1823-1864), La Tragédie de l'homme (1861) et cinq autres pièces traduites en français
- Ferenc Molnár (1878-1952), le dramaturge hongrois le plus internationalement connu, avec une vingtaine de pièces de théâtre, pour la plupart adaptées au cinéma, parfois plusieurs fois, dont Liliom (1909).
- Milán Füst (1888-1967)
- Tibor Déry (1894-1977), Le Bébé géant (1926)
- Gyula Illyés (1902-1983)
- István Örkény (1912-1979), La Famille Tot (1967)
- Péter Nádas (1942-), dramaturge et scénariste
- László Marton (directeur) (en) (1943-2019), directeur de théâtre
- Gábor Tompa (en) (1957-), metteur en scène, d'origine roumaine, longtemps au Théâtre hongrois de Cluj (Roumanie)
- Gabor Székely[2], Gabor Zsambéky, Janos Acs, Ivan Hargitai, Eszter Novak

### Compléments
- Théâtre hongrois, Théâtre hongrois (rubriques)
- Dramaturges hongrois[3], Liste de dramaturges hongrois (de)
  - 19e : Gergely Csiky, Mór Jókai, József Katona, Julius Leopold Klein, Rudolf Lothar, Imre Madách, Dezső Szomory
  - 20e : Georges Baal

Iván Bächer, Péter Bacsó, Miklós Bánffy, Lajos Bíró, Janka Boga, István Csurka, Géza Fodor, Ladislas Fodor, Imre Földes (de), Milán Füst, Árpád Göncz, Gyula Háy, Arthur Holitscher, Sándor Hunyady, Ida Jenbach, János Kemény, Miklós László, Melchior Lengyel, Rudolf Lothar, Ferenc Molnár, László Németh, János Nyíri, Károly Pap, Erno Polgar, György Schwajda, Tamás Simon, Alfred Soultan, András Sütő, Magda Szabó, Dezső Szomory, Johann von Vásáry, András Visky
- - 21e : Georges Baal, Iván Bächer, Attila Bartis, István Csurka, Sándor Lezsák, Erno Polgar, Alfred Soultan, Robert B Suda, András Visky...
- Pièces de théâtre hongroises (5 sur wp francophone)
- Prix : Prix Mari-Jászai, Acteur de la Nation
- Salles de théâtre : Théâtre Thália (Košice), Salles de théâtre à Budapest
  - Liste de théâtres en Hongrie (en), Liste de théâtres à Budapest (en)
  - Théâtre de la Gaieté (Budapest)
- Festivals : Budapest Fringe Festival (en) (depuis 2006), Gyula Shakespeare Festival (en) (depuis 2005)
- Milán Nagy, Panorama de la vie théâtrale hongroise de la première moitié du XXe siècle, article, 2010
- Théâtre rom en Hongrie

## Œuvres
- Livres hongrois (en)
- Codex de Vienne, Codex de Munich, Codex Apor
- Sermon funéraire et prière (en) (1192-1195)
- Traductions hongroises de la Bible (en)
- Bible hussite (1420-1430)
- Romans hongrois
- Poésie : Poésie hongroise (en)
- Encyclopédie juive (1929)

## Auteurs
- Liste d'écrivains hongrois
- Écrivains hongrois d'expression allemande (en)
- Écrivains hongrois francophones
- Écrivains hongrois d'expression espérantophone
- Écrivains hongrois juifs (en)

## Institutions
- Académie Széchenyi des arts et lettres
- Archives nationales hongroises
- Institut Balassi
- Magazines littéraires hongrois : Nyugat (1908-1941), MA (journal) (en) (1916-1925)
- Prix littéraires en Hongrie, dont le Prix Kossuth, le Prix Attila-József, le Prix Sándor-Márai, le Prix Sándor Bródy, le Prix Tibor-Déry

## Autres langues
- Langues en Hongrie